# Кэри, Амелия
Аме́лия Кэ́ри, виконтесса Фо́лкленд (англ. Amelia Cary, Viscountess Falkland, в девичестве Фицкла́ренс (англ.  FitzClarence); 21 марта 1807, Буши-хаус, Теддингтон, Лондон — 2 июля 1858, Лондон) — британская аристократка, последний, десятый незаконнорождённый ребёнок короля Вильгельма IV (в то время — герцога Кларенса) от его многолетней любовницы, актрисы Дороти Джордан. Супруга Люциуса Кэри, 10-го виконта Фолкленда.

## Жизнь
Родители Амелии Кери
Амелия Фицкларенс родилась 21 марта 1807 года в Буши-хаусе, Теддингтон, Лондон. Её родителями были принц Вильгельм, герцог Кларенс, будущий король Великобритании и Ирландии Вильгельм IV и его многолетняя любовница, актриса Дороти Джордан, в девичестве Бланк. Новорождённая стала последним ребёнком в семье, в которой уже родились пятеро сыновей и четыре дочери. Все они носили специально созданную для них фамилию Фицкларенс. До 1807 года герцог Кларенс и Дороти Джордан жили вместе в Буши-хаусе, где появились на свет все их дети.
Племянница Амелии, леди Вильгельмина, графиня Мюнстера позднее написала в своих мемуарах, что Буши-хаус был «счастливым и любимым домом меня и моей матери, пока в 1818 году королю не пришлось вступить в брак с принцессой Аделаидой Саксен-Мейнингенской». Герцог Кларенс и Дороти Джордан расстались в 1811 году. Вильгельм обеспечил содержание бывшей семье. Дороти получала 4400 фунтов стерлингов в год, продолжая заботиться о детях. Они жили в Буши-хаусе до 1812 года, после чего были вынуждены переехать в другое место, так как средств на содержание Буши-хауса не хватало. В 1815 году Дороти Джордан бежала во Францию от кредиторов. 5 июля 1816 года она умерла, оставив после себя небольшую сумму денег.
Новая жена Вильгельма, принцесса Аделаида приняла на себя заботы о всех незаконнорождённых детях своего супруга. Начиная с 1818 года на содержание каждого ребёнка выделялось по 500 фунтов стерлингов в год. В 1819 году барон Франц Людвиг фон Бирба был назначен учителем Амелии и её старшей сестры Августы. Он хорошо говорил на английском языке и знал классическую литературу. В 1822 году, когда обучение было завершено, он покинул свой пост. В 1830 году Вильгельм, отец Амелии стал королём. В следующем году его старший сын Джордж Фицкларенс получил от отца титул 1-о графа Манстера, а остальные дети получили ранг младших детей маркизов. Амелия вместе с братьями и сёстрами часто навещала отца в Виндзорском замке. Это очень не нравилось герцогине Кентской, которая считала, что незаконнорождённые дети монарха плохо влияют на воспитание её дочери Виктории
27 декабря 1830 году Амелия вышла замуж за Люциуса Кэри (1803—1884), сына 9-го виконта Фолкленда Чарльза-Джона Кэри и его супруги Кристины Энтон. Церемония бракосочетания прошла в Королевском павильоне. Король Вильгельм IV сам подвёл дочь к алтарю. Свой медовый месяц супруги провели в Камберленд-Лодже.
У них был один сын, Люциус-Уильям-Чарльз-Фредерик Кэри (1831—1871). Он был женат на Саре-Кристине Кейли, дочери майора Генри Пич Кейли. Детей в этом браке не было.
Амелия умерла в 1858 году в Лондоне. Люциус пережил её на 26 лет и умер в 1884 году в возрасте 80 лет. В честь супругов была названа деревня Фолкленд-Ридж в Канаде.